# Museo vivo de Al-Andalus
El Museo Vivo de Al-Andalus Museo vivo de Al-Andalus un museo histórico creado por Roger Garaudy y ubicado en la ciudad de Córdoba, en la comunidad autónoma de Andalucía, España. Está ubicado en la Torre de la Calahorra y está dedicado a la historia del reino árabe medieval español de al-Ándalus.

## Historia
El museo fue creado por Roger Garaudy a través de la Fundación Roger Garaudy. El Ayuntamiento de Córdoba llegó a un acuerdo con la fundación en 1997 para utilizar la torre como museo que mostrara diversos aspectos de la cultura andaluza 

## Estructura
El museo consta de ocho salas dedicadas a las concepciones teológicas y filosóficas del Islam en sus inicios. También desarrollan las concepciones de grandes figuras de al-Ándalus: Averroes, Maimónides, Alfonso X de Castilla y El-Arabi. Dos salas contienen una maqueta de la Mezquita-Catedral de Córdoba y la Alhambra. Otra sala evoca el ambiente popular de siglos pasados con la ayuda de dioramas. La visita al museo finaliza con la visita a la terraza de la torre.

## Recepción crítica
La edición de 2016 de la Guía Routard de Andalucía indica  que Roger Garaudy es el autor de los textos expuestos o grabados en las salas del museo y recuerda sus declaraciones negacionistas del Holocausto, así como sus condenas judiciales en Francia. También menciona que los textos están hablados con un lirismo que puede 

mover...o molestar

 .